# 神奈川县立历史博物馆
神奈川县立历史博物馆（日语：／ Kanagawa Kenritsu Rekishi Hakubutsukan）为位于日本神奈川县横滨市的一座综合性博物馆，前身为开馆于1967年（昭和42年）的神奈川县立博物馆，1995年（平成7年）將自然科学領域獨立出來，于小田原市開設神奈川县立生命之星·地球博物馆，現館則再編為歷史博物館。现馆址为建造完工于1904年（明治37年）7月的横滨正金银行总行旧址，设计者为妻木赖黄，采用巴洛克建筑风格，1969年被列入日本国家重要文物。

## 展示专题
- 古代的相模人
- 镰仓城与中世纪的人
- 近世的“街道”（主要干道）与平民文化
- 横滨开埠与现代化
- 当代的神奈川与传统文化

## 参观指南
- 地址：横滨市中区南仲通5-60，邻近横滨高速铁道港未来21线马车道站。
- 开馆时间：上午9:30-下午5:00，周一闭馆（节假日除外），其他闭馆时间包括资料整理休馆日（6月26日，10月2日，10月3日，1月29日）和年初年底（12月28日至1月4日）。
- 票价：常设展览为300日元，对团体和特殊人群优惠[2]。